# Vela nos Jogos Olímpicos de Verão de 2008 - 470 masculino
As regatas da classe 470 masculina nos Jogos Olímpicos de Verão de 2008 aconteceram entre os dias 11 e 18 de agosto no Centro Internacional de Vela de Qingdao, China. 29 barcos competiram.

## Formato da competição
Em cada uma das dez primeiras regatas, os barcos recebem pontos de acordo com a sua colocação final (o vencedor recebe um ponto, o segundo recebe dois pontos etc). Ao final das dez regatas, o pior resultado de cada equipe foi descartado. Os dez barcos com menos pontos se classificaram para a "Medal Race" (Regata da Medalha). Essa regata vale o dobro dos pontos e seu resultado não pode ser descartado.

## Medalhistas
| Ouro   | AUS Nathan Wilmot e Malcolm Page          |
| Prata  | GBR Nick Rogers e Joe Glanfield           |
| Bronze | FRA Nicolas Charbonnier e Olivier Bausset |

## Resultados
A "Regata M" é a "Regata da Medalha", da qual só participam os dez primeiros colocados das regatas anteriores. Os resultados riscados foram descartados pelos velejadores.
| Pos. | Atletas                                                 | Regata | Regata | Regata | Regata | Regata | Regata | Regata | Regata | Regata | Regata | Regata | Pts. |
| Pos. | Atletas                                                 | 1      | 2      | 3      | 4      | 5      | 6      | 7      | 8      | 9      | 10     | M      | Pts. |
| ---- | ------------------------------------------------------- | ------ | ------ | ------ | ------ | ------ | ------ | ------ | ------ | ------ | ------ | ------ | ---- |
| 1    | Austrália (AUS) Nathan Wilmot Malcolm Page              | 4      | 7      | 3      | 3      | 3      | 4      | 5      | 16     | 3      | 10     | 2      | 44   |
| 2    | Grã-Bretanha (GBR) Nick Rogers Joe Glanfield            | 19     | 5      | 1      | 4      | 9      | 6      | 20     | OCS    | 2      | 3      | 6      | 75   |
| 3    | França (FRA) Nicolas Charbonnier Olivier Bausset        | 6      | 3      | 8      | 1      | 6      | 18     | 3      | 14     | 7      | 20     | 12     | 78   |
| 4    | Países Baixos (NED) Sven Coster Kalle Coster            | 11     | 15     | 12     | 2      | 8      | 15     | 2      | 8      | 4      | 2      | 14     | 78   |
| 5    | Espanha (ESP) Onán Barreiros Aarón Sarmiento            | 8      | 2      | 6      | 9      | 13     | 13     | 13     | 4      | 11     | 18     | 8      | 87   |
| 6    | Itália (ITA) Gabrio Zandonà Andrea Trani                | 10     | 4      | 7      | 7      | 2      | 21     | 19     | 6      | 29     | 5      | 10     | 91   |
| 7    | Japão (JPN) Tetsuya Matsunaga Taro Ueno                 | 1      | 20     | 24     | 13     | 10     | 14     | 1      | 9      | 21     | 4      | 4      | 97   |
| 8    | Portugal (POR) Álvaro Marinho Miguel Nunes              | 2      | 8      | 15     | 6      | 11     | 7      | 9      | OCS    | 10     | 15     | 20     | 103  |
| 9    | Croácia (CRO) Šime Fantela Igor Marenić                 | 18     | 6      | 9      | OCS    | 12     | 17     | 6      | 7      | 15     | 1      | 16     | 107  |
| 10   | Argentina (ARG) Javier Conte Juan de la Fuente          | 14     | 14     | 4      | 11     | 19     | 9      | 7      | OCS    | 5      | 9      | 18     | 110  |
| 11   | Nova Zelândia (NZL) Carl Evans Peter Burling            | 7      | 10     | 14     | 12     | BFD    | 10     | 22     | 12     | 1      | 7      | -      | 95   |
| 12   | Grécia (GRE) Andreas Kosmatopoulos Andreas Papadopoulos | 5      | 26     | 11     | 8      | 5      | 5      | 18     | 3      | 20     | 29     | -      | 101  |
| 13   | Estados Unidos (USA) Stuart McNay Graham Biehl          | 26     | 12     | OCS    | 17     | 15     | 1      | 4      | 1      | 6      | 23     | -      | 105  |
| 14   | Israel (ISR) Gideon Kliger Udi Gal                      | 13     | 16     | 13     | 14     | BFD    | 11     | 15     | 2      | 12     | 12     | -      | 108  |
| 15   | Suécia (SWE) Anton Dahlberg Sebastian Östling           | 16     | 18     | 2      | 5      | BFD    | 20     | 17     | 13     | 14     | 6      | -      | 111` |
| 16   | Irlanda (IRL) Ger Owens Philip Lawton                   | 22     | 1      | 17     | 15     | 1      | 25     | 21     | 15     | 13     | 24     | -      | 129  |
| 17   | Brasil (BRA) Fábio Pillar Samuel Albrecht               | 9      | OCS    | 10     | 18     | 4      | OCS    | 16     | 10     | 24     | 13     | -      | 134  |
| 18   | Eslovênia (SLO) Karlo Hmeljak Mitja Nevečny             | 3      | 11     | 19     | 10     | 18     | OCS    | 25     | 20     | 25     | 8      | -      | 139  |
| 19   | Polônia (POL) Patryk Piasecki Kacper Ziemiński          | 20     | 9      | 20     | 23     | 17     | 16     | 8      | 24     | 23     | 15     | -      | 151  |
| 20   | Rússia (RUS) Mikhail Sheremetyev Maxim Sheremetyev      | 27     | 21     | 22     | 21     | 24     | 12     | 11     | 11     | 18     | 17     | -      | 157  |
| 21   | Bielorrússia (BLR) Sergei Desukevich Pavel Logunov      | 29     | 27     | 16     | 26     | 16     | 2      | 12     | 17     | 16     | 27     | -      | 159  |
| 22   | Singapura (SIN) Xu Yuan Zhen Terence Koh                | 15     | 17     | 18     | 19     | BFD    | 8      | 10     | 19     | 27     | 26     | -      | 159  |
| 23   | Suíça (SUI) Tobias Etter Felix Steiger                  | 21     | 23     | 5      | 25     | 7      | OCS    | 27     | 26     | 9      | 19     | -      | 162  |
| 24   | Áustria (AUT) Matthias Schmid Florian Reichstädter      | 24     | 19     | 25     | 24     | 14     | 24     | 24     | 5      | 19     | 11     | -      | 164  |
| 25   | Coreia do Sul (KOR) Yoon Cheul Kim Hyeong-tae           | 17     | 24     | 21     | 27     | 20     | 3      | 23     | 25     | 22     | 25     | -      | 180  |
| 26   | China (CHN) Wang Weidong Deng Daokun                    | 12     | DSQ    | 23     | 16     | 21     | 26     | OCS    | 22     | 8      | 28     | -      | 186  |
| 27   | Finlândia (FIN) Niklas Lindgren Heikki Elomaa           | 28     | 22     | 27     | DSQ    | 25     | 19     | 14     | 23     | 17     | 21     | -      | 196  |
| 28   | Turquia (TUR) Deniz Çınar Ateş Çınar                    | 23     | 13     | 26     | 22     | 22     | 23     | 26     | 21     | 28     | 22     | -      | 198  |
| 29   | Canadá (CAN) Stéphane Locas Oliver Bone                 | 25     | 25     | OCS    | 20     | 23     | 22     | OCS    | 18     | 26     | 16     | -      | 205  |

- OCS: Queimou a largada
- DSQ: Desclassificado
- DNF: Não completou
- DNS: Não largou